# Paul Reno

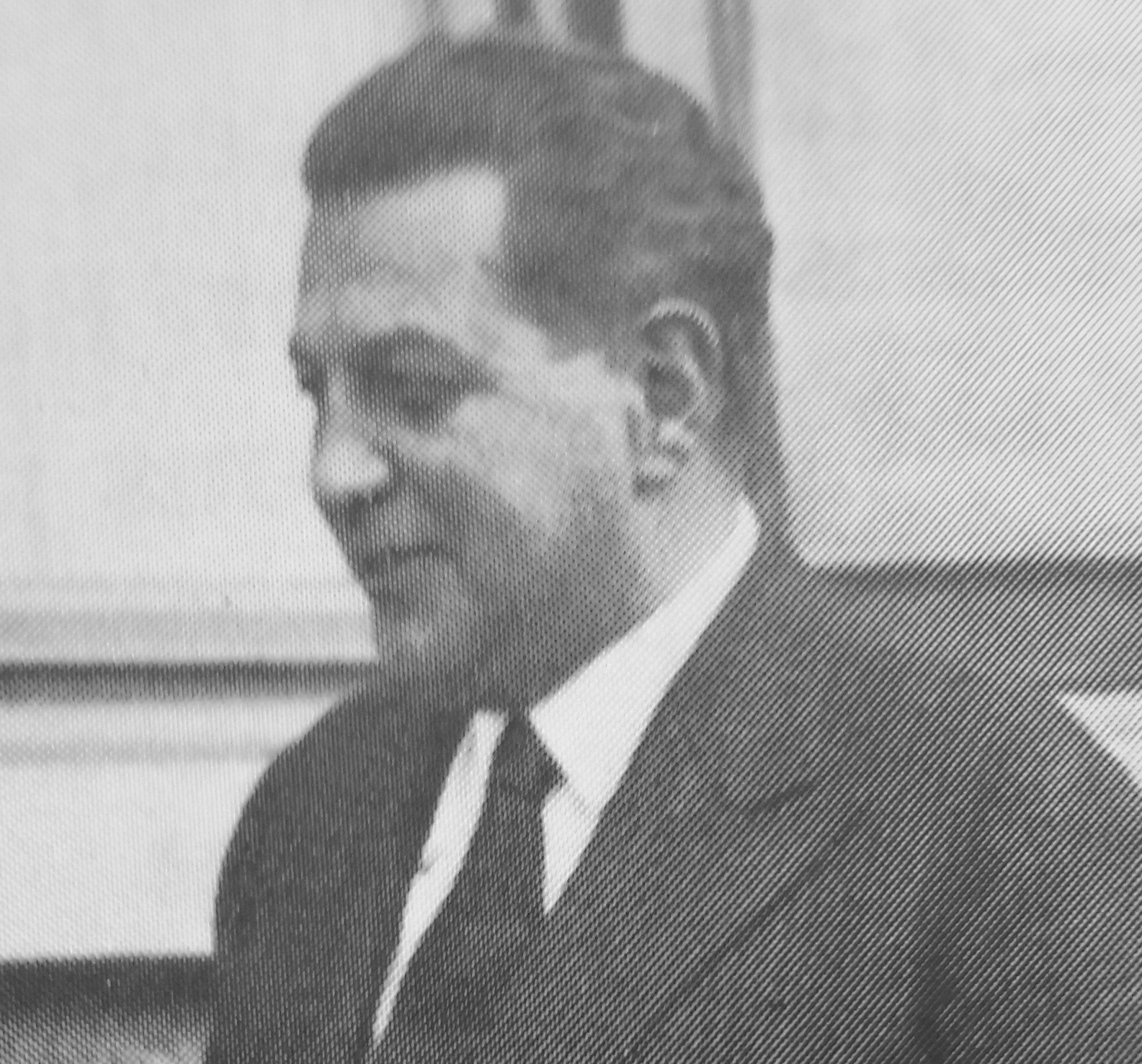
Paul Reno in den Joinville Paramount Studios, 1930

Paul Reno (* 17. November 1887 in Kattowitz, Oberschlesien; † 25. Juni 1944 im KZ Bergen-Belsen) war ein Drehbuchautor und Aufnahmeleiter des deutschsprachigen Films der 1920er und frühen 1930er Jahre.

## Leben
Paul Reno wurde als Paul Pinkus Nothmann geboren. Er war der älteste Sohn seiner Eltern Malwina Apt (1854 – 1931) und Julius Nothmann (1848 – ?), die noch fünf Töchter hatten. Reno besuchte das Gymnasium und studierte anschließend an der Universität. Später war er Redakteur der Filmfachzeitschrift Kinematografische Monatshefte und Pressesprecher des Exportverbandes der deutschen Filmindustrie.
Reno bearbeitete 1927 den Fritz-Lang-Film Metropolis nach dem Vorbild der amerikanischen Pollock-Fassung.
Von seiner letzten bekannten Adresse Argonautenstraat 88 II in Amsterdam wurde er nach Deutschland in das KZ Bergen-Belsen verbracht.

## Filmografie
als Drehbuchautor:
- 1922: Ein neues Leben
- 1922: Am Rande der Großstadt
- 1923: Das alte Gesetz
- 1923: Die Taifunhexe
- 1924: Armes kleines Mädchen
- 1924: Aus eigener Kraft – Ein Filmspiel vom Auto
- 1924: Die Liebesbriefe der Baronin von S…

als Aufnahmeleiter von Versionenfilm in den Paramount Studios „Les Studios Paramount“:
- 1931: Weib im Dschungel
- 1931: Sonntag des Lebens
- 1931: Seine Freundin Annette
- 1931: Tropennächte
- 1932: Der Sprung ins Nichts

## Schriften
- Sprechmaschinen im Kinematographenbetriebe, in der Zeitschrift Die Sprechmaschine [Fachzeitschrift für die gesamte Sprechmaschinen-Industrie des In- und Auslandes, Beilage zu Die Phonographische Industrie, Berlin 1.1905 – 10.1914] 9. 1913, Nr. 26, Seite 415–416
- Filmleute und andere Oberschlesier, In: Film-Kurier, Nr. 72, 26. März 1921
- Taten und Pläne, In: Der Welt-Film, Nr. 8/9, 5. Oktober 1921.
- Von der Phantasie des Kinobesuchers, In Kinematographische Monatshefte Nr. 9/1922, S. 8f
- Programmheft des UfA-Konzerns mit einem Bildbericht über den Schauspieler Charlie Chaplin (UfA-Blätter), 1923[8]
- Braucht der Kulturfilm ein Manuskript? In: Edgar Beyfuß, Alfred Kossowsky (Hrsg.): Das Kulturfilmbuch 1924, S. 244–245